# Премія Ніро
Премія Ніро (англ. Nero Award) — літературна премія за досконалість у детективному жанрі, якою нагороджує The Wolfe Pack, товариство, засноване у 1978 році для вивчення та відзначення історій про Ніро Вульфа, головного персонажа Рекса Стаута. Премія вручається щорічно на бенкеті «Чорна орхідея», який традиційно проводиться в першу суботу грудня в Нью-Йорку. Переможці отримують одну тисячу доларів і публікацію в престижному часописі «Alfred Hitchcock's Mystery Magazine».

## Переможці
1970-і роки
- 1979 — The Burglar Who Liked to Quote Kipling (Грабіжник, який любив цитувати Кіплінга), Лоуренс Блок (Lawrence Block)

1980-і роки
- 1980 — Burn This (Спалить це), Helen McCloy[en] (Гелен Макклой)
- 1981 — Death in a Tenured Position[en] (Смерть під час перебування на посаді), Amanda Cross[en] (Аманда Кросс)
- 1982 — Past, Present and Murder (Минуле, сучасне і вбивство), Джадсон Філіпс (Judson Philips)
- 1983 — The Anodyne Necklace (Болезаспокійливе намисто), Martha Grimes[en] (Марта Граймс)
- 1984 — Emily Dickinson is Dead (Емілі Дікінсон мертва), Jane Langton[en] (Джейн Лангтон)
- 1985 — Sleeping Dog (Сплячий пес), Dick Lochte (Дік Лохте)
- 1986 — Murder in E Minor[en] (Вбивство у мі-мінор), Robert Goldsborough[en] (Роберт Голдсборо)
- 1987 — The Corpse in Oozak's Pond (Мертвяк у ставку Уозака), Charlotte MacLeod[en] (Шарлотт Маклеод)
- 1988—1990 — премію не призначали

1990-і роки
- 1991 — Coyote Waits[en] (Койот чекає), Тоні Гіллерман (Tony Hillerman)
- 1992 — A Scandal in Belgravia[en] (Скандал у Белгравії), Robert Barnard[en] (Роберт Барнард)
- 1993 — Booked to Die (Замовлено померти), John Dunning[en] (Джон Даннінг)
- 1994 — Old Scores (Старі партитури), Aaron Elkins[en] (Аарон Елкінс)
- 1995 — She Walks These Hills[en] (Вона гуляє цими пагорбами), Шерін Маккрамб (Sharyn McCrumb)
- 1996 — A Monstrous Regiment of Women[en] (Жахливий жіночий полк), Laurie R. King[en] (Лорі Кінг)
- 1997 — The Poet[en] (Поет), Майкл Коннеллі (Michael Connelly)
- 1998 — Sacred[en] (Святиня), Денніс Лігейн (Dennis Lehane)
- 1999 — The Bone Collector[en] (Колекціонер кісток), Джеффрі Дівер (Jeffery Deaver)

2000-і роки
- 2000 — Coyote Revenge (Помста койота), Fred R. Harris[en], (Фред Р. Гарріс)
- 2001 — Sugar House (Солодкий будинок), Лаура Ліппман (Laura Lippman)
- 2002 — The Deadhouse (Мертвий будинок), Linda Fairstein[en] (Лінда Фейрстайн)
- 2003 — Winter and Night (Зима і ніч), Ш. Дж. Розен
- 2004 — Fear Itself (Страх сам по собі), Волтер Мослі (Walter Mosley)
- 2005 — Ворог (The Enemy), Лі Чайлд (Lee Child)
- 2006 — Vanish (Смертниці), Тесс Геррітсен (Tess Gerritsen)
- 2007 — All Mortal Flesh (Уся смертна плоть), Julia Spencer-Fleming[en] (Джулія Спенсер-Флемінг)
- 2008 — Anatomy of Fear (Анатомія страху), Jonathan Santlofer (Джонатан Сентлофер)
- 2009 — The Tenth Case (Десята справа), Joseph Teller (Джозеф Теллер)

2010-і роки
- 2010 — Faces of the Gone (Обличчя зниклих), Brad Parks[en] (Бред Паркс)
- 2011 —  Bury Your Dead (Поховай своїх мертвих), Луїза Пенні (Louise Penny)
- 2012 — Though Not Dead (Хоча не мертвий), Дана Стабенов (Dana Stabenow[en])
- 2013 — Dead Anyway (Все одно мертвий), Кріс Кнопф (Chris Knopf)
- 2014 — Murder as a Fine Art (Вбивство як мистецтво), Девід Моррелл (David Morrell)
- 2015 — Peter Pan Must Die (Пітер Пен має померти), Джон Вердон (John P. Verdon)
- 2016 — Night Life (Нічне життя), Девід Тейлор (David C. Taylor)
- 2017 — With Six You Get Wally (З шістьма ви отримуєте Воллі), Ал Ламанда (Al Lamanda)
- 2018 — August Snow (Серпень сніжить), Стефен Мак Джонс (Stephen Mack Jones)
- 2019 — Down the River unto the Sea (Вниз по річці до моря), Волтер Мослі (Walter Mosley)

2020-і роки
- 2020 — One Good Deed (Одна добра справа), Девід Балдаччі, (David Baldacci)